# Циники (фильм)
«Ци́ники» — советский фильм режиссёра Дмитрия Месхиева, снятый в 1991 году по роману Анатолия Мариенгофа, написанному в 1928 году и опубликованному в СССР только в 1988 году.

## Сюжет
Революционный Петроград. Преподаватель истории Владимир знакомится с Ольгой, дочерью зажиточного горожанина, эмигрировавшего за границу. Девушка всё происходящее воспринимает с циничным юмором. Со временем они вступают в брак.
Ольга знакомится с братом Владимира Сергеем, большевистским командиром, и становится его любовницей. Потрясённый, юноша вступает в связь с домработницей Марфушей, что только забавляет его супругу. Сергей отправляется командовать фронтом, где он приказывает расстрелять Гогу, брата Ольги, воевавшего на стороне белых. Эта новость вызывает у женщины приступ смеха, который длится несколько дней. Когда ставший инвалидом Сергей возвращается в Петроград, Ольга радуется этому, но теряет к бывшему любовнику интерес.
Однажды в ресторане она прямо при муже соглашается переспать с нэпманом Ильёй Докучаевым. Полученные от него 15 000 долларов она передаёт в фонд помощи голодающим. Ольга начинает регулярно встречаться с Докучаевым, а Владимир оказывается вовлечён в этот любовный треугольник в качестве нахлебника-компаньона. Девушка ради развлечения привозит нового любовника к Владимиру и Сергею, где откровенно беседует о своей жизни со всеми троими, а Докучаев рассказывает, как он разбогател. Вскоре после этой встречи Докучаева арестовывает ВЧК.
Однажды во время занятий Владимира вызывает по телефону Ольга и сообщает, что через пять минут стреляется. Он спешит домой, где находит спокойно лежащую в постели жену и решает, что это был очередной розыгрыш с её стороны, однако Ольга показывает окровавленную тряпку и сообщает, что у неё уже отнялись ноги. Владимир эту новость воспринимает спокойно, а потом даже сообщает случайному собеседнику, что он счастлив.

## В ролях
- Ингеборга Дапкунайте — Ольга Константиновна
- Андрей Ильин — Владимир Васильевич
- Ирина Розанова — Марфуша
- Виктор Павлов — Илья Петрович Докучаев
- Юрий Беляев — Сергей
- Сергей Баталов — товарищ Мамашев
- Михаил Трухин — Гога
- Александр Шехтель — Кацо
- Варвара Шабалина — сожительница Кацо
- Екатерина Васильева — жена Докучаева
- Николай Крюков — букинист
- Павел Корнаков

## Награды
- 1992 год, Премия «Золотой Овен» — лучшая актриса года (Ингеборга Дапкунайте).